# Observatorio Vulcanológico de Cascades
El Observatorio Vulcanológico de Cascades (en inglés: Cascades Volcano Observatory) es el observatorio de volcanes que monitorea la actividad volcánica en el norte de la Cordillera de las Cascadas (Cascade Range). Su territorio abarca los estados de Oregón, Washington y Idaho. Los Confines australes de la cordillera de Cascade se extienden hacia el norte de California, y los volcanes Cascade al sur de la frontera entre Oregón y California previamente cayeron en la jurisdicción del CVO. Sin embargo , a partir de febrero de 2012, estos volcanes están bajo la jurisdicción de la recién formada Observatorio Vulcanológico de California (CalVO) , con sede en Menlo Park, California que monitorea e investiga la actividad volcánica a lo largo de California y Nevada. 
El Observatorio Vulcanológico de Cascades es parte del Servicio Geológico de Estados Unidos , una agencia científica del gobierno de los Estados Unidos. Se encuentra en Vancouver, Washington, en el área metropolitana de Portland, Oregón.